# Baraż
Baraż – w wielu dyscyplinach sportu np. szermierce, kajakarstwie czy żużlu dodatkowy mecz, wyścig, walka lub dogrywka, rozstrzygająca o miejscu zajętym przez zwycięską drużynę lub zawodników, rozgrywany w przypadku braku rozstrzygnięcia dotychczasowych rozgrywek np. remisu, zdobycia równej ilości punktów czy też identycznego czasu.
Baraże mogą być rozgrywane także z innych powodów. W grach lub sportach zespołowych (np. piłce nożnej, ręcznej czy żużlu) jest to dodatkowy mecz, dogrywka lub runda decydująca o awansie do wyższej klasy rozgrywek. Baraże rozgrywano obowiązkowo np. w polskiej Ekstraklasie piłkarskiej, pomiędzy 3. drużyną od końca Ekstraklasy a 3. drużyną I ligi do sezonu 2008/2009.